# Katchem Kate
Katchem Kate er en amerikansk stumfilm fra 1912 af Mack Sennett.

## Medvirkende
- Mabel Normand som Katchem Kate
- Fred Mace
- Sylvia Ashton
- Frank Opperman
- Charles Aver